# Eutrepsia haemataria
Eutrepsia haemataria là một loài bướm đêm trong họ Geometridae.